# Tiazol
Tiazol – pięcioczłonowy heterocykliczny związek chemiczny zawierający atom siarki i azotu w pozycjach 1 i 3. Ma budowę płaską i charakter aromatyczny. Dzięki obecności atomu azotu wykazuje właściwości zasadowe (pKa = 2,5), jednak znacznie słabsze niż pirydyna (pKa = 5,2).
W warunkach normalnych jest to bezbarwna ciecz o odstręczającym zapachu. Jest rozpuszczalna w wodzie (wg niektórych źródeł słabo), rozpuszcza się w etanolu, acetonie i eterze.
Pochodne tiazolu występują powszechnie w organizmach (np. tiamina), odpowiadają za zapach wielu owoców i produktów spożywczych. Wykazują często aktywność biologiczną i stosowane są jako leki.
Jego izomerem z heteroatomami w pozycjach 1,2 jest izotiazol, a w pełni nasyconym analogiem tiazolidyna.